# 拉尼亚
拉尼亚（Rania），是印度哈里亚纳邦Sirsa县的一个城镇。总人口20958（2001年）。

## 人口
该地2001年总人口20958人，其中男性11103人，女性9855人；0—6岁人口3202人，其中男1825人，女1377人；识字率53.56%，其中男性为59.35%，女性为47.03%。